# Maria Cinta
Maria Cinta Rosselló Labatut (Barcelona, 9 de enero de 1952), conocida como Maria Cinta, es una cantante española en lengua catalana principalmente, y algunos temas en lengua castellana (2004) y en lengua francesa.

## Trayectoria
De padre mallorquín y madre francesa, Maria Cinta se dio a conocer a los 12 años, cuando a mediados de los años 60 publicó sus primeros discos EP para público infantil, entre 1964 y 1966, algunos con la ayuda de Josep Maria Espinàs, Salvador Escamilla y el dúo mallorquín Queta & Teo, eran los inicios de la Nova Cançó. Canciones como Maria Cinta o la versión Nina de cera (Poupée de cire, poupée de son de Serge Gainsbourg) tuvieron cierto éxito en su voz infantil. 
La cantante grabó entonces tres discos EP en París, intentando suerte en el mercado lingüístico francés, aprovechando que dominaba el francés al ser también su lengua materna. Colaboraron en sus discos destacados directores musicales franceses y actuó en televisión. Publicó doce temas en esta lengua entre 1964 y 1969.
En 1967 participa en el IX Festival de la Canción de Benidorm con el tema en castellano "17 años", que sería editado en sencillo. Son las primeras canciones en castellano que registra la artista.
Participó como actriz en algunas películas para público infantil y juvenil: Las travesuras de Morucha (1962), Elisabet (dirigida por Alejandro Martí en 1968) y La diligencia de los condenados (1970); también participó en la B.S.O. de Pero... ¡en qué país vivimos! (1967)
Tras unos años sin cantar, Maria Cinta vuelve a escena a finales de los años 70 (1979), ya sin la ingenuidad de sus inicios. En su retorno artístico, Maria Cinta se reafirma como cantante en el mundo de la canción de autor, con un estilo cercano a la música brasileña, la bossa nova y el jazz. Canta a algunos poetas (Miquel Martí i Pol, Miquel Desclot, Joan Vergés, Marià Manent, Salvador Espriu, Maria-Mercè Marçal...), así como temas de su autoría y de autores como Josep Maria Andreu, Toti Soler, Josep Maria Bardagí o Enric Hernàez, entre otros. En 2004 publica su primer disco en castellano: Carta a La Habana.
Posteriormente, Maria Cinta fue ayudante de dirección y compuso las canciones de un espectáculo de magia y cabaret y continúa en otros proyectos musicales como cantante. En 2017 la cantante mallorquina Apol·lònia publica el disco "Apol·lònia canta Maria Cinta", en el que reinterpreta algunas de sus canciones. En 2019, el grupo Manel la homenajea en su canción "Amb un ram de clamídies" que incluye su disco "Per la bona gent", incorporando  un sampler de su canción "Radio Capvespre".
En 2021 vuelve a grabar un disco y publica Sirena urbana, con seis canciones: cuatro temas nuevos con letra y música propia, y dos versiones, de Charles Trenet y de Lenine.

## Discografía[11]

### Discos Sencillos SG y EP
- 1964 Maria Cinta: Oh la la quelle histoire, Le rosier, Allez, tapez dans les mains, C'est jeudi.
- 1964 Salvador Escamilla y Maria Cinta: El putxinel·li (Josep Maria Andreu, Lleó Borrell), El venedor de globus (J.M. Andreu, A. Taulé), Imagina, imagina (J.M. Andreu, Ll.Borrell), Bon dia (Jordi Sarsanedas, Francesc Burrull).
- 1964 Maria Cinta: Mai no reposes (A. Ros Marbà, J. Picas), Qui vulgui jugar (A. Taulé, J. Reixach), Veniu, amics (J. M. Andreu, Ll. Borrell), Vine a París (Chano Montes).
- 1964 Maria Cinta: Maria Cinta (J. M. Espinàs, Ll. Borrell), Tu m'acompanyes (En El País De Les Maravelles) (E. Escobar, I. F. Iquinio, Adaptada por J. M. Andreu), Miní, petit ratolí ( Minnie, petit souris; R. Allen, W. Merrell, adaptada por J. M. Andreu), Vermell, groc i vert (J. M. Andreu, Ll. Borrell).
- 1965 Maria Cinta: Qui sera mon prince charmant, Un jour C'est moi, Une fille méchante, Ton yoyo.
- 1965 Festa a l'Infantil (Salvador Escamilla, Maria Cinta, Queta & Cleo - Temas de Jaume Picas y Joan Alfonso): L'avió del papá, Als nens ens agrada, Mr.Xips.
- 1965 Maria Cinta: Nina de cera (Poupée De Cire;  Serge Gainsbourg adaptada por J. M. Andreu), El llimoner (Lemon Tree;  Will Holt adaptada por J.M. Andreu), El cor canviarà (A. Ros-Marbà, Jaume Reixach) Per qué no em dius adéu? (J. Reixach, Ll. Borrell).
- 1966 Maria Cinta: Les marionetes (Les marionnettes) (Christophe), Jo, que vull...(J'ai envie de vivre avec toi) (Hervé Vilard), Al so de les guitarres (Aux accords des guitares) (Jean-Jacques Debout, Roger Dumas), Però, perquè, per què...? (Josep Maria Andreu, Lleó Borrell).
- 1967 Maria Cinta – IX Festival de la Canción de Benidorm: 17 años, El ángel de la noche (L'ange de la nuit).
- 1969 Maria Cinta: Le marchand d'arc-en-ciel, Pour te garder, Je voudrais faire une chanson, Cette année-là.

### Discos Larga Duración LP
- 1963: Nadal a casa - Josep Maria Espinàs y Maria Cinta: Sant Josep i La Mare de Déu, El cant dels ocells, Les bèsties en el Naixement, El noi de la mare, El rabadà jovenet, El dimoni escuat, Les dotze van tocant, Per Nadal farem gran festa.
- 1979: La darrera nit del món: L'Elionor (Miquel Martí i Pol, Maria Cinta), Petita festa (Li Po, Jordi Soler, Adaptación: Marià Manent), La darrera nit del món (Jordi Ferrando, Maria Cinta), L'enhorabona (Jordi Ferrando, Maria Cinta), Ben poca cosa tens (Miquel Martí i Pol, Maria Cinta), Petita i blanca (Joan Vergés, Jordi Soler), Cançó del faroner (Miquel Desclot, Maria Cinta), El dorment de la vall (Le dormeur du val)(Arthur Rimbaud, Maria Cinta, Adaptación: Joan Brossa), Pirada (Twisted) (Annie Ross, Wardell Gray, Adaptación: Joan Vives, Josep Maria Andreu), El meu primer pensament (Maria Cinta), Ara et penso (Miquel Martí i Pol, Maria Cinta).
- 1986: Noctàmbuls: Deixa'l (Enric Hernàez), Sortilegi (Maria Cinta), Als bars de matinada (Maria Cinta, Ramon Muns), Redescubrir (Luiz Gonzaga Jr, Ramon Muns), Màgia (Gemma) (Caetano Veloso, Ramon Muns), Recordant Bahía (Maria Cinta), El Nou Messies (Marco Aurélio, Marcio Proença, Ramon Muns, Silvio da Silva Jr.), Pano de Fundo (Teló De Fons) (Ivan Lins, Victor Martín), Morena (Dalto, Maria Cinta), La cantant del taxi groc (Jordi Fernando, Maria Cinta).
- 1989: Ràdio Capvespre: Laura (Maria Cinta, X. Berraondo), Radio Capvespre (Josep Maria Bardagí, Maria Cinta), Una felina sense nom (Maria Cinta, Ramon Muns), Olor de llessamó (Maria Cinta, Ramon Muns), Jocs (Josep Maria Bardagí, Maria Cinta), Les 1001 tardes (Maria Cinta), Radio Capvespre (instrumental, Maria Cinta), Reina nocturna (Jordi Fernando, Maria Cinta), Com si fos Marilyn (Maria Cinta, Ramon Muns), Per tot això jo canto (Maria Cinta, Ramon Muns).
- 1993: Atmòsfera Zero: A Maó, Has marxat, Vampir, Insomni, Venus a les mans, Atmòsfera zero, Extranyamantis, L'amistat, Primer pensament, Potser fóra bonic.
- 1997: Diari transparent: Escriu-me, Corsaris, A cent cinquanta per hora, Ombra transparent, Pols blanca, Sense ella, Barcelona – Rio, Ho voldria dir amb el meus llavis de vell (Salvador Espriu, Maria Cinta), Una estatua de sal, Bum, bum, New York (Salvador Dalí, Maria Cinta), Partirem.
- 2004: Carta a La Habana (CD temas en castellano): Tengo un amigo en La Habana, Déjate querer, Copelia, Desde el otro lado, La guagua, Recuerdos, He perdido contigo, Tú mi delirio, Ya no me cuentas nunca, Rosa, Atravesando estrellas.
- 2007: Quasi tot (recopilatorio)
- 2021: Sirena urbana